# Takeshi Nozue
Takeshi Nozue est un réalisateur vidéo de jeu vidéo. Il a travaillé sur plusieurs projets de Square Enix comme réalisateur.

## Travaux
- Final Fantasy IX (1999) : CG designer
- Final Fantasy X (2001) : superviseur de l'animation
- Kingdom Hearts (2002) : réalisateur des cinématiques
- Final Fantasy X-2 (2003) : animation designer
- Final Fantasy VII Advent Children (2005) : coréalisateur (avec Tetsuya Nomura)
- Kingdom Hearts 2 (2005) : réalisateur des cinématiques
- Dissidia: Final Fantasy (2008) : réalisateur des cinématiques
- Final Fantasy XV  (2016) : réalisateur des cinématiques
- Kingsglaive: Final Fantasy XV (2016) : réalisateur